# Cenarchaeaceae
A Cenarchaeaceae az Archaea domén Cenarchaeales rendjének családja. A Cenarchaeum symbiosum a Axinella mexicana szivaccsal él szimbiózisban (endoszimbionta).

### Tudományos folyóiratok
- Preston CM, Wu KY, Molinski TF, De Long EF (1996). „A psychrophilic crenarchaeon inhabits a marine sponge: Cenarchaeum symbiosum gen. nov., sp. nov”. Proc. Natl. Acad. Sci. USA 93 (13), 6241–6246. o. DOI:10.1073/pnas.93.13.6241. PMID 8692799. PMC 39006.

### Tudományos adatbázisok
- Cenarchaeaceae PubMed hivatkozásai
- Cenarchaeaceae PubMed Central hivatkozásai
- Cenarchaeaceae Google Scholar hivatkozásai

- NCBI rendszertani oldal ehhez a taxonhoz: Cenarchaeaceae
- Keresés a Tree of Life rendszertani oldalain erre: Cenarchaeaceae
- Keresés a Species2000 oldalain erre: Cenarchaeaceae
- Cenarchaeaceae a MicrobeWikin
- LSPN oldal ehhez: Cenarchaeaceae